# Les Joueurs d'échecs (Verona)
Pour les articles homonymes, voir Les Joueurs d'échecs.
Les Joueurs d'échecs est un de deux panneaux de bois peints a tempera attribués à Liberale da Verona, destinés à décorer les côtés d'un cassone traitant d'une intrigue littéraire et exécutés vers 1475. Il est conservé, ainsi que le deuxième panneau, Scène d'une nouvelle, au Metropolitan Museum of Art aux États-Unis. Un fragment d'un troisième panneau faisant partie du même coffre de mariage est conservé dans la collection Bernard et Mary Berenson à la villa I Tatti à Florence.

## Histoire de la reconstitution des panneaux decassone
Les trois panneaux sont créés vers 1475 (la datation la plus commune est celle qui les date entre les années 1467 et 1476). 
Le premier panneau est intitulé Les Joueurs d'échecs. 
Ses dimensions sont de 34,9 × 41,3 cm. La surface visible est de 33,3 × 40,3 cm. Il est conservé au Metropolitan Museum of Art (sous le n° d'inventaire 43.98.8). Il est issu d'une collection privée par testament de Maitland F. Griggs en 1943 . Il représente une partie d'échecs entre une femme et un homme.
Un deuxième panneau provenant du même cassone se trouve également au Metropolitan Museum of Art (sous n° d'inventaire 1986.147) sous la dénomination Scène d'une nouvelle. Ses dimensions sont de 33 × 41 cm. Il représente une jeune fille à la fenêtre d'un château et un jeune homme qui lui tend le bras gauche au pied de la tour. 
Un troisième panneau réalisé pour le cassone se trouve dans la collection de Bernard Berenson au centre Harvard de recherche sur la Renaissance italienne, dans la Villa I Tatti près de Florence, que sa femme et lui ont léguée à l'université. Allen Weller (en 1940) a été le premier à remarquer que le panneau de la collection de Berenson se trouvait à gauche de la scène des joueurs d'échecs. Ce n'est qu'après l'identification de ce troisième panneau de la fresque du cassone qu'il a été possible d'établir la disposition respective des trois panneaux. L'examen par une critique d'art a montré que ces trois fragments sont des fragments d'un même panneau horizontal et formaient une scène continue dans laquelle le fragment de la collection de Berenson se trouvait entre les deux autres. Le catalogue de la collection Berenson propose un photomontage de la séquence des scènes.

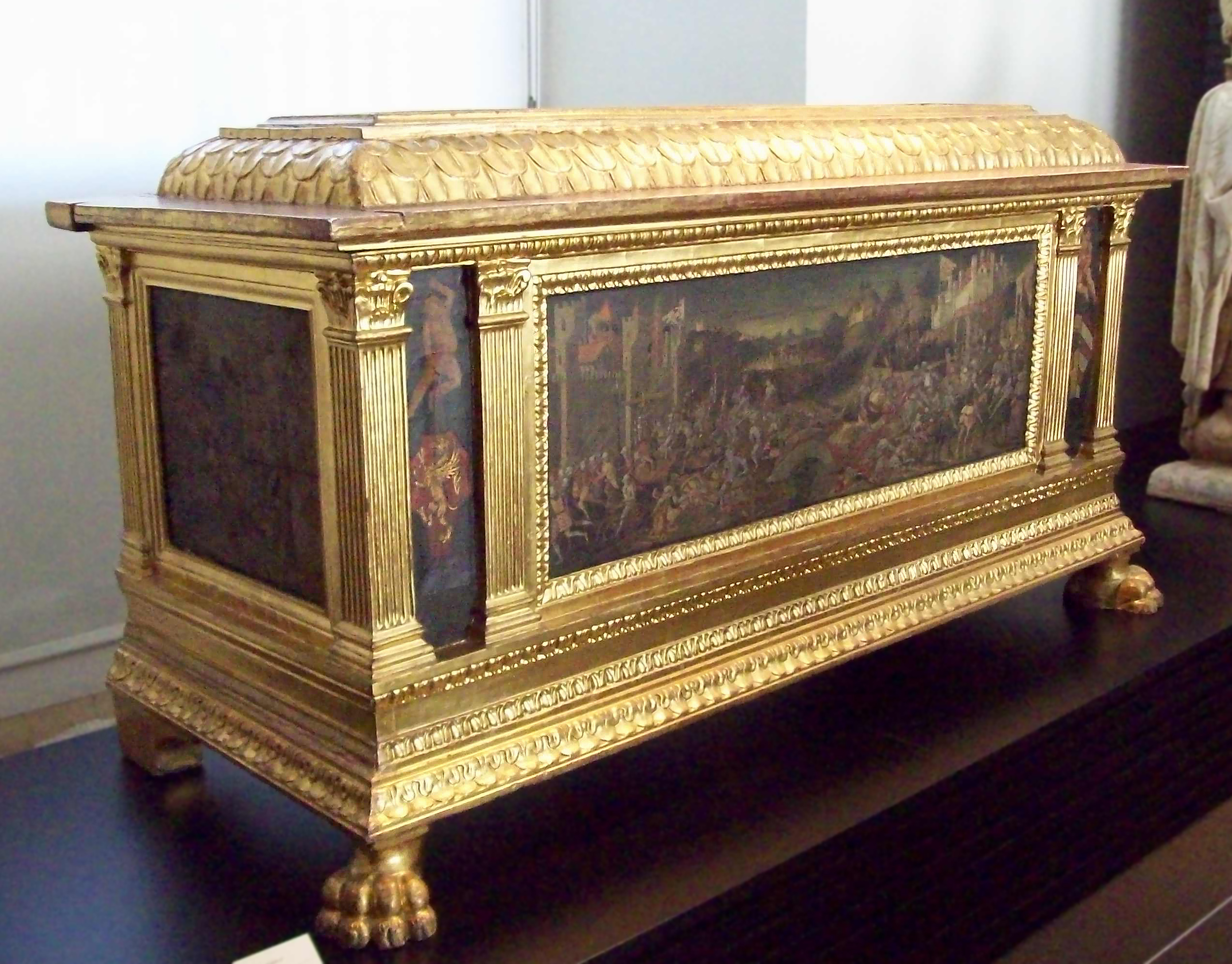
Exemple de cassone typique du XVe siècle, destiné à contenir un trousseau de mariage et décoré de panneaux latéraux.

## Histoire de la peinture et des panneaux
Le récit réalisé sur les panneaux se divise en deux épisodes successifs. Le premier épisode se déroule au sein de la nature, devant un palais, tandis que le deuxième épisode se déroule à l'intérieur des chambres du palais. Dans le premier épisode, un jeune homme accompagné de trois compagnons est assis sur des pierres devant la fenêtre d'un palais. Vêtue d'une robe à motifs exquis, une jeune fille au visage mélancolique apparaît à cette fenêtre. Le jeune homme lui tend son bras gauche en guise de supplique, tandis que la jeune fille lève sa main droite comme pour l'encourager à monter dans la palais la rejoindre. Le deuxième épisode a lieu dans la palais. Un groupe de jeunes gens regarde leur ami jouer aux échecs avec une fille entourée de ses amies. La jeune fille a perdu la partie et pose sa main sur le bras du vainqueur, lève les yeux au ciel et tourne coquettement la tête sur le côté. Ses amies sont manifestement dépitées par sa défaite.
Bien que certains éléments de l'histoire se retrouvent dans un certain nombre de romans chevaleresques (un jeune homme devant la fenêtre de la jeune fille, un duel d'échecs entre eux), toutes les tentatives d'identifier une source littéraire particulière ont échoué. Le roman de Huon de Bordeaux pourrait constituer une source première. Dans ce roman, le jeune chevalier se présente comme ménestrel à la cour et obtient le droit de passer une nuit avec la fille du roi s'il gagne contre elle une partie d'échecs. Mais ce roman ne contient pas d'épisode où le jeune homme se trouve devant la palais sur un tas de pierres tandis que la jeune fille apparaît à la fenêtre. 
Patricia Simons souligne la nature érotique de la représentation du jeu d'échecs dans la tableau. La présence de témoins sympathisants avec les joueurs est un motif constant dans ce genre de tableaux. Le motif de l'amant qui voit d'abord sa bien-aimée à la fenêtre est également fréquent dans la littérature chevaleresque médiévale. Dante par exemple a une telle vision de Béatrice à sa fenêtre dans Vita Nuova (Chapitre XXXV). Certains historiens ont voulu rapprocher le panneau avec un épisode du Décaméron de Boccace. Une histoire similaire se produit aussi dans le récit de Pie II au sujet de deux amants, dans laquelle la description détaillée du jeune homme est liée à la peinture du cassone : il est décrit comme vêtu d'une toge brodée d'or. Ses compagnons ont les cheveux bouclés et des visages pâles. Les cheveux blonds étaient particulièrement appréciés à Sienne (on y pratiquait la décoloration). Le critique et historien d'art Keith Christiansen a essayé de comparer la scène des échecs du cassone à des épisodes de l'amour courtois où un chevalier joue aux échecs dans son château avec une duchesse comme dans le roman La Châtelaine de Vergi. La peinture du cassone inclut apparemment des motifs divers choisis parmi plusieurs romans chevaleresques.
Il existe des versions dans laquelle la peinture du cassone n'est pas associée aux romans chevaleresques et reflète une autre tradition littéraire : celle allégorique des traités sur le jeu d'échecs, dans lesquels les explications des règles particulières alternent avec des abstractions allégoriques sur des thèmes éthiques. Parmi ces versions, on trouve le livre d'Évrard de Conty Le livre des échecs amoureux moralisés, écrit vers 1405, enluminé par Robinet Testard en 1496-1498, conservé à la Bibliothèque Nationale de France à Paris, publié en 1993 à Montréal.

## Position des pièces sur l'échiquier
L'échiquier de la fresque est de dimension non standard (8 cases sur 14), et, de plus, n'y sont représentées que des pièces noires. Il n'y a même pas de roi blanc qui montrerait la victoire du jeune homme. L'artiste donne l'impression d'avoir été guidé par une source littéraire qui mentionne une partie d'échec. Mais ni lui, ni son client ne jouent aux échecs et n'ont donc pas d'idée précise concernant les règles, ne jettent un coup d'œil en passant, sans chercher à comprendre le sens du jeu. Par contre, les pièces représentées sur le tableau ressemblent quelque peu aux véritables pièces utilisées à l'époque. 

## Attribution de la peinture
Initialement, l'attribution de ces fragments se faisait traditionnellement à Francesco di Giorgio Martini, et c'est déjà la cas en 1928 dans le choix d'Helen Comstock, qui est la première critique à avoir établi la correspondance des deux panneaux du cassone, qui est aujourd'hui généralement acceptée. L'attribution à Francesca di Giorgio Martini a été rejetée par Federico Zeri (d'abord en 1950), qui a soutenu qu'il s'agissait d'une œuvre d'un miniaturiste peintre peu connu du nord de l'Italie Girolamo da Cremona. Par la suite, ce point de vue est devenu assez courant,.
Carlo del Bravo (pour la première fois en 1960) a attribué ces panneaux à Liberale da Verona et les a datés de 1475 ou d'une année proche. Son attribution a été soutenue par d'autres spécialistes.

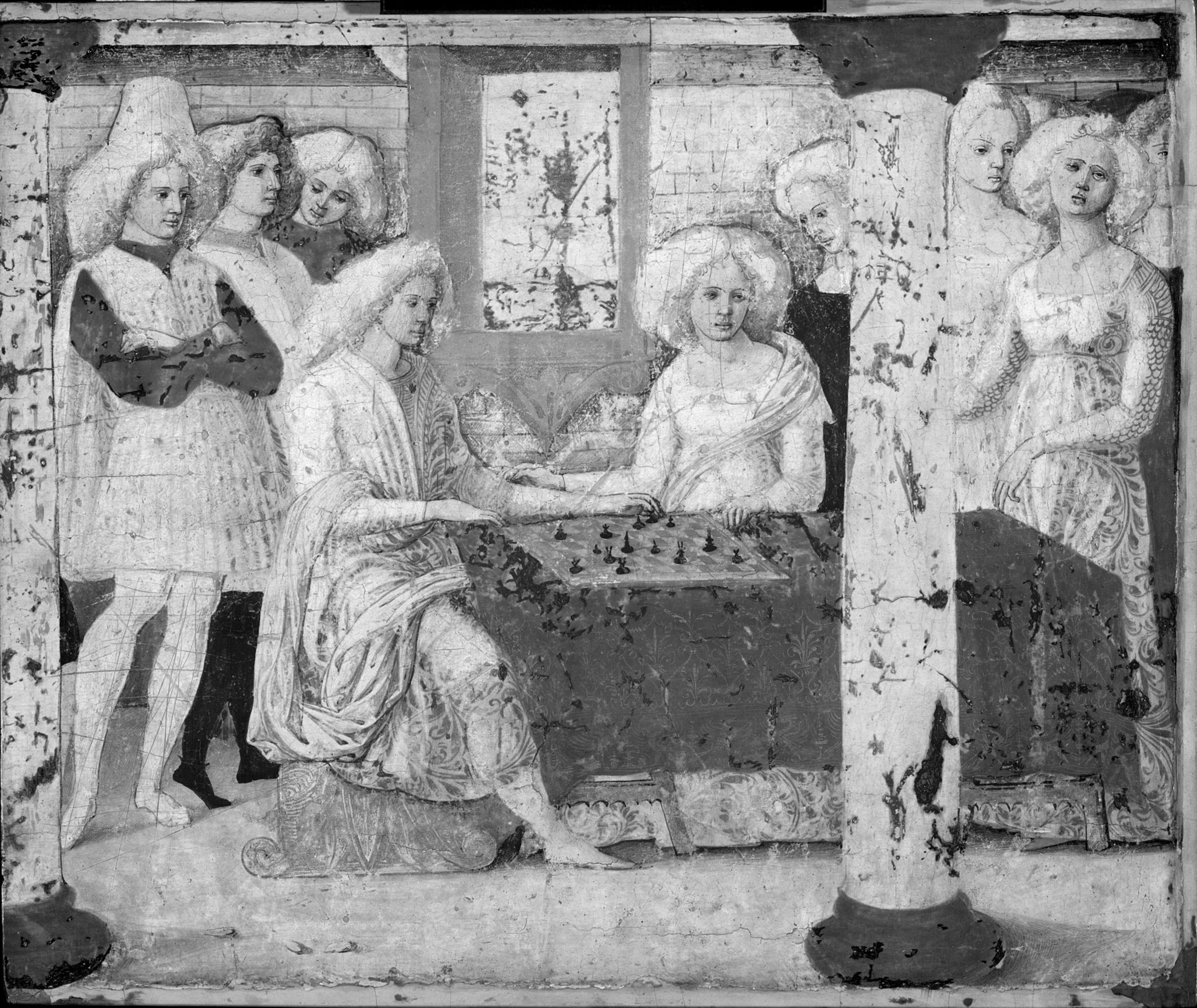
Radiographie par réflectométrie OTDR de Les Joueurs d'échecs de Liberale da Verona

Liberale da Verona a été influencé dans son travail par Francesco di Giorgio Martini (l'influence de ces artistes l'un sur l'autre était réciproque et on suppose même que des œuvres conjointes ont été créées) et Girolamo da Cremona. Xavier F. Salomon et Luke Syson ont suggéré que les peintures du cassone n'avaient pas été réalisées par Liberale da Verona, mais par un artiste inconnu de Sienne, qui aurait été fortement influencé par Liberale da Verona, mais était plus éclectique que ce maître . Un examen à l'OTDR des deux fragments du Metropolitan Museum a révélé la richesse du décor que l'on avait pas encore observé en détail, et la qualité du dessin préliminaire correspond tout à fait à ce que l'on pourrait attendre de Liberale da Veronaо lui-même. Les figures ont été réalisées avec un grand aplomb. La radiographie et l'OTDR permet de retrouver des éléments originaux des costumes qui n'ont pas été conservés.